# Morgon (rivière)
Pour les articles homonymes, voir Morgon.
Le Morgon est une rivière française qui coule dans le département du Rhône. C'est un affluent de la Saône en rive droite, donc un sous-affluent du Rhône.

## Géographie
Le Morgon naît au niveau du col du Chatoux, sur le territoire de la commune de Cogny, dans les monts du Beaujolais qui dominent la ville de Villefranche-sur-Saône à l'ouest. Dès sa naissance, il se dirige droit vers l'est. Il se jette dans la Saône à Villefranche-sur-Saône.

## Communes traversées
Le Morgon traverse les communes de Cogny, Lacenas, Gleizé et Villefranche-sur-Saône, toutes situées dans le département du Rhône.

## Hydrologie

### Le Morgon à Villefranche-sur-Saône
Le débit moyen annuel ou module du Morgon, observé durant une période de 22 ans (de 1987 à 2008), à Villefranche-sur-Saône, ville située au niveau de son confluent, est de 0,471 m3/s pour une surface de bassin de 68 km2.
Le Morgon présente des fluctuations saisonnières de débit relativement modérées pour la région, avec une période de hautes eaux d'hiver-printemps caractérisées par un débit mensuel moyen allant de 0,560 à 0,684 m3/s, de novembre à avril inclus (avec un maximum en janvier). Dès le début d'avril le débit diminue progressivement pour aboutir à la période des basses eaux qui se déroule de juillet à septembre, avec une baisse du débit moyen mensuel allant jusqu'à 0,237 m3/s au mois d'août, ce qui reste très consistant pour un aussi petit cours d'eau. Cependant les fluctuations de débit peuvent être plus importantes selon les années et sur des périodes plus courtes.

### Étiage
À l'étiage le VCN3 peut chuter jusque 0,086 m3/s, en cas de période quinquennale sèche, soit 86 litres par seconde, ce qui ne peut être considéré comme sévère pour un cours d'eau de cette taille.

### Crues
Les crues peuvent être assez importantes compte tenu de l'exiguïté du bassin versant. Les QIX 2 et QIX 5 valent respectivement 13 et 17 m3/s. Le QIX 10 est de 20 m3/s, le QIX 20 de 22 m3/s, tandis que le QIX 50 n'a pas été calculé faute d'une durée d'observation suffisante. On l'estime cependant à environ 25 m3/s.
Le débit instantané maximal enregistré à Villefranche-sur-Saône durant cette période, a été de 17,9 m3/s le 26 août 2000, tandis que le débit journalier maximal enregistré était de 12,8 m3/s le 2 décembre 2003. Si l'on compare la première de ces valeurs à l'échelle des QIX de la rivière, l'on constate que cette crue était à peine d'ordre décennal, c'est-à-dire nullement exceptionnelle.

### Lame d'eau et débit spécifique
Au total, le Morgon est une rivière peu abondante dans le contexte du bassin de la Saône. La lame d'eau écoulée dans son bassin versant est de 221 millimètres annuellement, ce qui est nettement inférieur à la moyenne de la France, tous bassins confondus, et surtout à la moyenne du bassin de la Saône (501 millimètres). Le débit spécifique de la rivière (ou Qsp) n'atteint que 7,0 litres par seconde et par kilomètre carré de bassin.